# Seznam angleških igralcev kriketa
Seznam angleških igralcev kriketa.

## B
- Ian Botham (1955)
- Geoffrey Boycott (1940)

## C
- Tom Curran (1995)

## E
- Godfrey Evans (1920-1999)

## G
- W. G. Grace (1848-1915)

## H
- Tom Hinley (2003)
- Len Hutton (1916-1990)

## V
- Michael Vaughan (1974)